# بيتينا فون أرنيم
بيتينا فون أرنيم (4 أبريل 1785 - 20 يناير 1859) (بالألمانية: Bettina von Arnim) ولدت باسم إليزابيث كاترينا لودوفيكا ماجدلينا برينتانو، كاتبة وروائية ومغنية وملحنة وفنانة تشكيلية وناشطة اجتماعية ألمانية. تعدّ بيتينا نموذجا تقليديا للحركة الرومانسية في ألمانيا، وهي الأساس في نشوء عدد من العلاقات بين شخصيات فنية كبيرة في تلك الفترة. وكانت تعد غوته وبيتهوفن وبوكلير من ضمن أصدقائها المقربين، وشجعت العلاقات الفنية بينهم. الكثير من الملحنين الرائدين في ذلك الزمن أُعجبوا بفنها وموهبتها في التلحين من ضمن هؤلاء كان هناك روبرت شومان وفرانز ليست ويوهان كينكل يوهانس برامس. كملحنة كان أسلوبها غير تقليدي. وكانت تربطها علاقة وثيقة بأخيها كلمنس فون برنتانو، وكذلك بالشاعر الرومانسي لودفيج أخيم فون أرنيم الذي أصبح زوجها في عام 1811 واستقرت بعد زواجها بالقرب من برلين وأنجبت سبعة أطفال، ابنتها جيزيلا فون أرنيم أصبحت أيضاً كاتبة متميزة.
في صغرها قرأت للكثير من الشعراء الألمان وخاصة يوهان فولفغانغ فون غوته، وفي 1807 أصبحت من أصدقاء غوته في فايمار، ولكن صداقتهما انتهت بشكل مفاجئ بسبب تصرفها نحو زوجته.
في 1922 قامت مجلة بريجيته بإنشاء جائزة بيتينا فون أرنيم وسميت كذلك تكريماً لها، وكانت تمنح سنوياً منذ إنشائها حتى عام 1997 حيث أصبحت تمنح مرة كل سنتين.

## وصلات خارجية
- بيتينا فون أرنيم على موقع IMDb (الإنجليزية)
- بيتينا فون أرنيم على موقع الموسوعة البريطانية (الإنجليزية)
- بيتينا فون أرنيم على موقع ميوزك برينز (الإنجليزية)
- بيتينا فون أرنيم على موقع ديسكوغز (الإنجليزية)